# Mairead McGuinness
Mairead McGuinness (Drogheda, 13 giugno 1959) è una politica irlandese, commissario europeo per i servizi finanziari dal 2020 al 2024 nella Commissione von der Leyen I. In precedenza ha assunto diversi ruoli direttivi nel Parlamento europeo.
È stata europarlamentare dal 2004 e vicepresidente del Parlamento europeo dal luglio 2014, rieletta per due volte nel 2017 e 2019. Dal 12 ottobre 2020 è commissario europeo per la stabilità finanziaria, i servizi finanziari e l'unione dei mercati dei capitali in seno alla commissione von der Leyen I. È iscritta al partito di centrodestra irlandese Fine Gael e fa parte del gruppo del Partito Popolare Europeo.

## Biografia
Dopo la laurea in economia e politica agraria all'University College Dublin nel 1980 e un diploma in economia e finanza nel 1984, prima di entrare in politica nel 2004 lavora nel campo dei media, inizialmente come ricercatrice per il talk show The Late Late Show e poi come presentatrice dei programmi Ear to the Ground e Celebrity Farm di RTÉ. Ha lavorato anche come giornalista per Irish Farmers Journal e Irish Independent.
Nel 2004 si candida alle elezioni europee e viene eletta al Parlamento europeo grazie al buon risultato elettorale di Fine Gael. Ha fatto parte della Commissione per l'agricoltura e lo sviluppo rurale, della delegazione per le relazioni con Australia e Nuova Zelanda e della Commissione per l'ambiente, la salute pubblica e la sicurezza alimentare.
Nel 2007 si candida al Parlamento irlandese ma non viene eletta, venendo invece rieletta alle europee 2009.
Nel 2011 si candida anche a Presidente della Repubblica d'Irlanda ma perde le primarie di Fine Gael contro Gay Mitchell.
Nel 2014, rieletta al Parlamento europeo, viene nominata vicepresidente, venendo poi rieletta a tale carica nel 2017 e 2019. Nel 2017 aveva avanzato anche la sua candidatura per la Presidenza del Parlamento ma il gruppo dei popolari aveva deciso poi di candidare l'italiano Antonio Tajani.
L'8 settembre 2020 Mairead McGuinness è stata scelta da Ursula von der Leyen, tra le due proposte avanzate dal governo irlandese, per sostituire il dimesso commissario Phil Hogan. Contestualmente la presidente ha annunciato uno scambio di incarichi tra Valdis Dombrovskis, che assumerà il portafoglio per il commercio, e la nuova commissaria irlandese McGuinness, cui sarà affidato l'incarico per i servizi finanziari. Il 7 ottobre 2020, dopo le audizioni avvenute il 2 ottobre, il Parlamento europeo ha approvato la nomina e l'attribuzione dell'incarico a McGuinness con 583 voti favorevoli, 75 contrari e 37 astensioni e il nuovo incarico del vicepresidente Dombrovskis con 515 favorevoli, 110 contrari e 70 astenuti. Lo scambio di portafogli è divenuto effettivo una volta ottenuta l'approvazione del Consiglio il 12 ottobre successivo.

## Vita privata
Sposata con Tom Duff, un agricoltore, la coppia ha quattro figli di cui due gemelli.